# Hara (Östersund)
Hara is een plaats in de gemeente Östersund in het landschap Jämtland en de provincie Jämtlands län in Zweden. De plaats heeft 165 inwoners (2005) en een oppervlakte van 57 hectare. De plaats ligt aan een baai van het meer Storsjön. Tussen de plaats en het meer ligt landbouwgrond, maar aan de andere kant wordt de plaats omringd door naaldbos. De stad Östersund ligt circa twintig kilometer ten noordoosten van het dorp.